# Андреас Краузе
Андреас Краузе (нім. Andreas Krause, нар. 30 липня 1957, Єна) — німецький футболіст, що грав на позиції захисника. Усю свою кар'єру футболіста провів у клубі «Карл Цейс», за який зіграв понад 200 матчів у чемпіонаті країни, грав також у складінаціональної збірної НДР.

## Клубна кар'єра
Андреас Краузе народився в Єні, та в 1975 році дебютував у місцевій команді «Карл Цейс», кольори якої і захищав протягом усієї своєї кар'єри гравця аж до 1989 року, зігравши у складі команди 208 матчів у чемпіонаті НДР. У складі команди у 1980 році став володарем Кубка НДР. У сезоні 1980—1981 років Краузе у складі команди дійшов до фіналу Кубка володарів кубків, у якому східнонімецька команда поступилась тбіліському «Динамо». Завершив виступи на футбольних полях у 1989 році

## Виступи за збірну
У 1981 році Андреас Краузе дебютував у складі національної збірної НДР. У складі збірної епізодично грав до 1985 року, провів у її формі 4 матчі, відзначившись 2 забитими м'ячами.

## Титули і досягнення
- Володар Кубка НДР (1): 1979-80
- Фіналіст Кубка володарів кубків УЄФА: 1980-81